# Polana Wilcze Doły
Wilcze Doły – polana w Paśmie Jaworzyny w Beskidzie Sądeckim. Znajduje się na północnych stokach szczytu Wilcze Doły (786 m) oraz zachodnich stokach Ostrej (834 m). Położona jest na wysokości około 720–782 m n.p.m. Bliżej jej zachodniego końca znajduje się pojedyncze zabudowanie gospodarskie bez prądu elektrycznego. Dawniej mieszkała tutaj i uprawiała ziemię jedna rodzina. Obecnie jest to już gospodarstwo opuszczone. Polana jest już tylko w niektórych miejscach koszona, pozostała jej część stopniowo zarasta lasem.
W dolnej części polany, na wysokości 745 m ma swoje źródła potok Bączanka uchodzący do Kamienicy Nawojowskiej. Z polany położonej tuż przy szlaku turystycznym rozległe widoki na północną stronę: na Kotlinę Sądecką i Nowy Sącz oraz Beskid Niski. Znajduje się na obszarze Popradzkiego Parku Krajobrazowego.

## Szlaki turystyczne
zielony: Nowy Sącz – Żeleźnikowa Mała – Nad Garbem – Wilcze Doły – Ostra – Polana Ogórkowa – Makowica

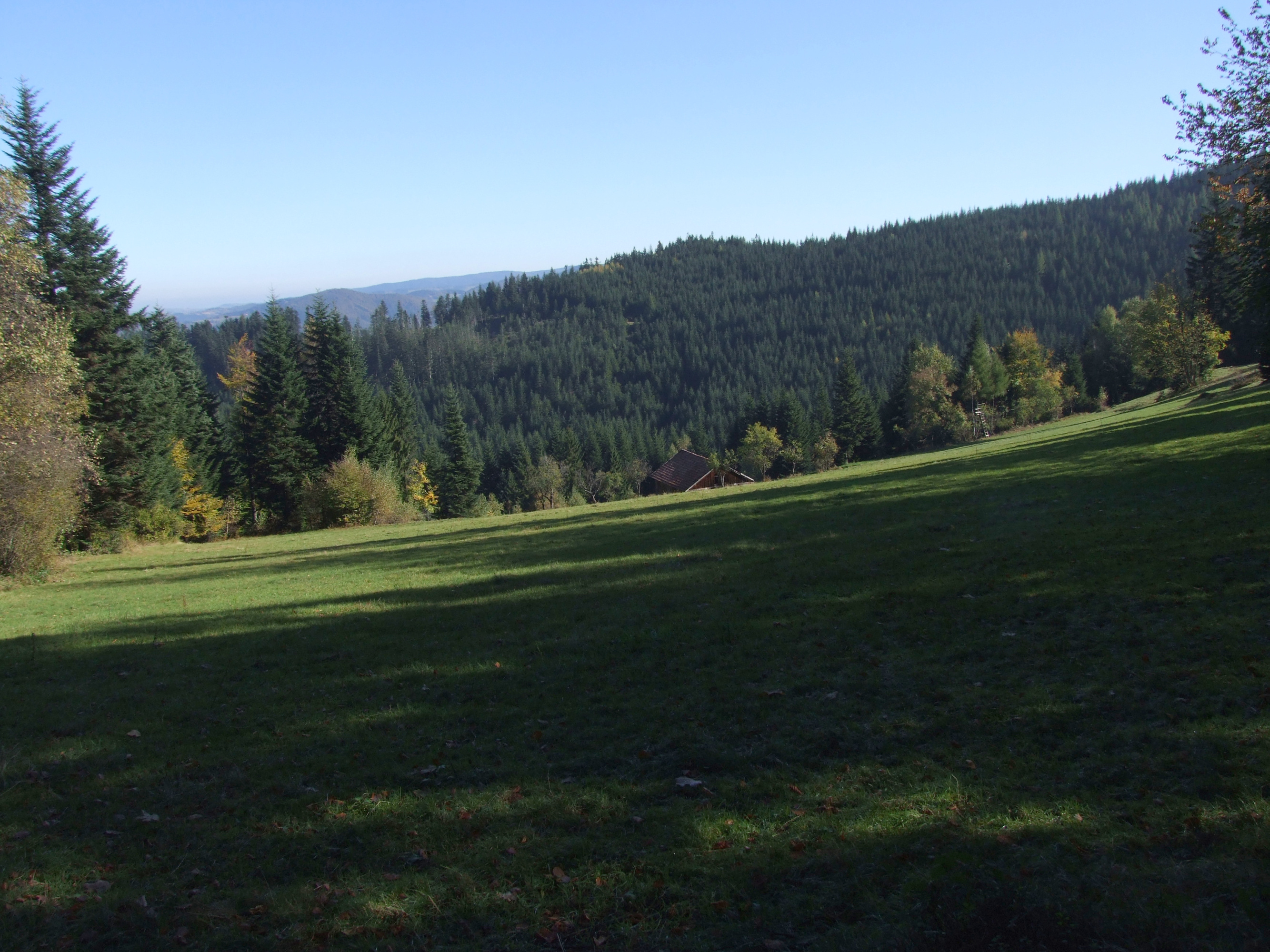
Polana Wolcze Doły